# 2. ŽNL Osječko-baranjska NS Našice 2007./08.
Ligu je osvojila NK Victoria Markovac Našički, ali u kvalifikacijama za 1. ŽNL Osječko-baranjsku nije izborila plasman u viši rang. Iz lige je u 3. ŽNL Osječko-baranjska NS Našice ispao NK Omladinac Niza.

## Tablica
| Mj. | Klub                         | Sus. | Pobj. | Ner. | Por. | GR.   | Bod.       |
| --- | ---------------------------- | ---- | ----- | ---- | ---- | ----- | ---------- |
| 1.  | NK Victoria Markovac Našički | 26   | 21    | 3    | 2    | 72:24 | 66         |
| 2.  | NK Zoljan                    | 26   | 18    | 5    | 3    | 72:22 | 59         |
| 3.  | NK Lila                      | 26   | 16    | 3    | 7    | 66:34 | 51         |
| 4.  | NK Omladinac Vukojevci       | 26   | 14    | 4    | 8    | 69:41 | 46         |
| 5.  | NK Zagorac Beljevina         | 26   | 11    | 4    | 11   | 46:51 | 37         |
| 6.  | NK Mladost Stipanovci        | 26   | 9     | 9    | 8    | 44:36 | 36         |
| 7.  | NK Radnik Šipovac            | 26   | 11    | 2    | 13   | 43:47 | 35         |
| 8.  | NK Lađanska                  | 26   | 8     | 8    | 10   | 34:34 | 32         |
| 9.  | NK Brezik Brezik Našički     | 26   | 9     | 2    | 15   | 36:61 | 29         |
| 10. | NK Mladost Breznica Našička  | 26   | 8     | 4    | 14   | 34:57 | 28         |
| 11. | NK Sloga Podgorač            | 26   | 8     | 2    | 16   | 32:57 | 26         |
| 12. | NK Croatia Velimirovac       | 26   | 7     | 4    | 15   | 33:54 | 25         |
| 13. | NK DIK Đurđenovac            | 26   | 7     | 4    | 15   | 35:57 | 24 (-1) ↓1 |
| 14. | NK Omladinac Niza            | 26   | 6     | 4    | 16   | 31:72 | 22         |

## Rezultati
| 1. kolo | 2. kolo | 3. kolo |
| 4. kolo | 5. kolo | 6. kolo |
| 7. kolo | 8. kolo | 9. kolo |
| 10. kolo | 11. kolo | 12. kolo |
| 13. kolo | 14. kolo | NK Lila - NK Lađanska 3:0 NK Sloga Podgorač - NK Mladost Stipanovci 1:0 NK Radnik Šipovac - NK Victoria Markovac Našički 1:2 NK Omladinac Niza - NK Brezik Brezik Našički 1:2 NK Mladost Breznica Našička - NK Omladinac Vukojevci 1:1 NK Zagorac Beljevina - NK Đurđenovac 2:0 NK Croatia Velimirovac - NK Zoljan 1:2 |
| NK Lađanska - NK Croatia Velimirovac : NK Zoljan - NK Zagorac Beljevina : NK Đurđenovac - NK Mladost Breznica Našička : NK Omladinac Vukojevci - NK Omladinac Niza : NK Brezik Brezik Našički - NK Radnik Šipovac : NK Victoria Markovac Našički - NK Sloga Podgorač : NK Mladost Stipanovci - NK Lila :               | 17. kolo | 18. kolo |
| 19. kolo | NK Lađanska - NK Mladost Breznica Našička 3:1 NK Zagorac Beljevina - NK Omladinac Niza 1:2 NK Croatia Velimirovac - NK Radnik Šipovac 2:1 NK Zoljan - NK Sloga Podgorač 4:1 NK Đurđenovac - NK Lila 0:5 NK Omladinac Vukojevci - NK Mladost Stipanovci 2:1 NK Brezik Brezik Našički - NK Victoria Markovac Našički 0:2  | NK Brezik Brezik Našički - NK Lađanska _ NK Victoria Markovac Našički - NK Omladinac Vukojevci : NK Mladost Stipanovci - NK Đurđenovac : NK Lila - NK Zoljan : NK Sloga Podgorač - NK Croatia Velimirovac : NK Radnik Šipovac - NK Zagorac Beljevina : NK Omladinac Niza - NK Mladost Breznica Našička                 |
| NK Lađanska - NK Omladinac Niza 0:1 NK Mladost Breznica Našička - NK Radnik Šipovac 4:2 NK Zagorac Beljevina - NK Sloga Podgorač 4:0 NK Croatia Velimirovac - NK Lila 2:2 NK Zoljan : NK Mladost Stipanovci 2:0 NK Đurđenovac : NK Victoria Markovac Našički 1:1 NK Omladinac Vukojevci - NK Brezik Brezik Našički 6:3 | NK Omladinac Vukojevci - NK Lađanska : NK Brezik Brezik Našički - NK Đurđenovac : NK Victoria Markovac Našički - NK Zoljan : NK Mladost Stipanovci - NK Croatia Velimirovac : NK Lila - NK Zagorac Beljevina : NK Sloga Podgorač - NK Mladost Breznica Našička : NK Radnik Šipovac - NK Omladinac Niza :                | 24. kolo |
| 25. kolo | NK Lađanska - NK Sloga Podgorač 7:1 NK Radnik Šipovac - NK Lila 3:2 NK Omladinac Niza - NK Mladost Stipanovci 2:2 NK Zagorac Beljevina - NK Brezik Brezik Našički 10:1 NK Croatia Velimirovac - NK Omladinac Vukojevci 0:0 NK Zoljan - NK Đurđenovac 7:1 NK Mladost Breznica Našička - NK Victoria Markovac Našički 1:5 | |